# تداوي بالأعشاب
التداوي بالأعشاب أو طب الأعشاب أو العلاج النباتي هو أحد مواضيع علم النبات ويشتمل على استخدام ماهو مخصص من النباتات لأغراض طبية أو كمكمل غذائي. كانت النباتات أساسًا للمعالجة الطبية منذ ما قبل التاريخ، وما زال التداوي بالأعشاب أو طب الأعشاب يُمارس على نطاق واسع اليوم.
يستفيد الطب الحديث من العديد من المركبات المشتقة من النباتات كمادة أولية أساسية في صناعة الأدوية. على الرغم من أن التداوي بالأعشاب قد يطبق المعايير الحديثة لاختبار فعالية الأعشاب والأدوية المشتقة من المصادر الطبيعية، إلا أنه لا يوجد إلا عدد قليل فقط من التجارب السريرية والمعايير عالية الجودة بالنسبة للنقاء أو لجرعات الإستخدام. في بعض الأحيان يتوسع نطاق الأدوية العشبية ليضم المنتجات الفطرية ومنتجات خلية النحل فضلا عن المعادن والأصداف وأجزاء معينة من الحيوانات.

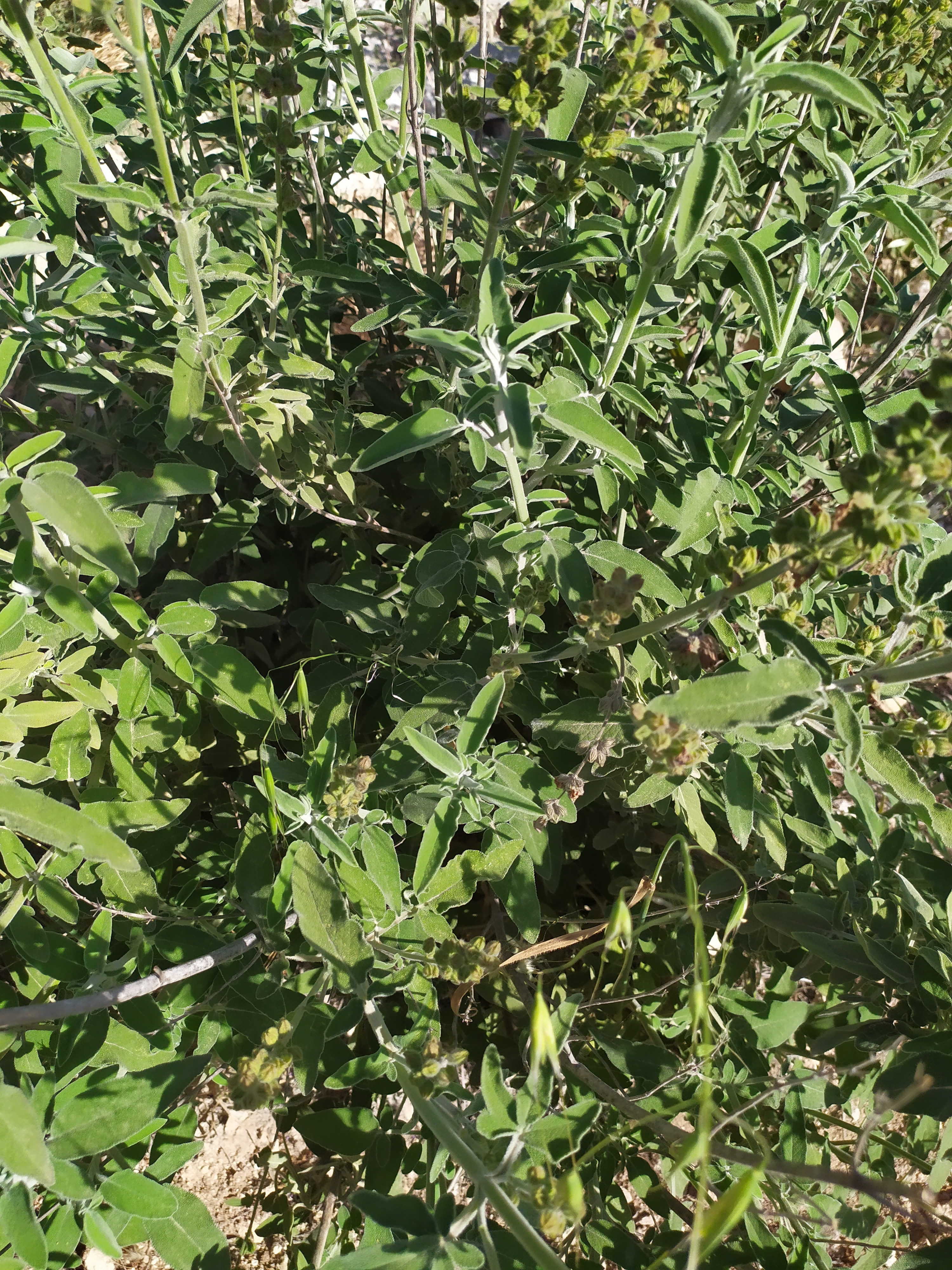
المريمية الجبلية، غذاء ودواء

تعتبر الأعشاب الطبية مفيدة لجسم الإنسان لأنها تقوم بعلاج العديد من الأمراض و المشاكل الصحية، على سبيل المثال نبتة المريمية وفائدتها في علاج ألم البطن والبابونج وفائدته في علاج أمراض الرشح والسعال والقلق.

## مرادفات
بما أن المصطلح يشير إلى الممارسات الطبية أو الحمية في استخدام المنتجات النباتية، فإن «الأدوية العشبية» أو «الأدوية العشبية» أو «العلاج النباتي» تستخدم بشكل متبادل في العديد من البلدان، بما في ذلك كندا، 
النرويج، 
المملكة المتحدة، 
بلدان أخرى في أوروبا وأمريكا الجنوبية، 
جنوب أفريقيا، 
والولايات المتحدة.

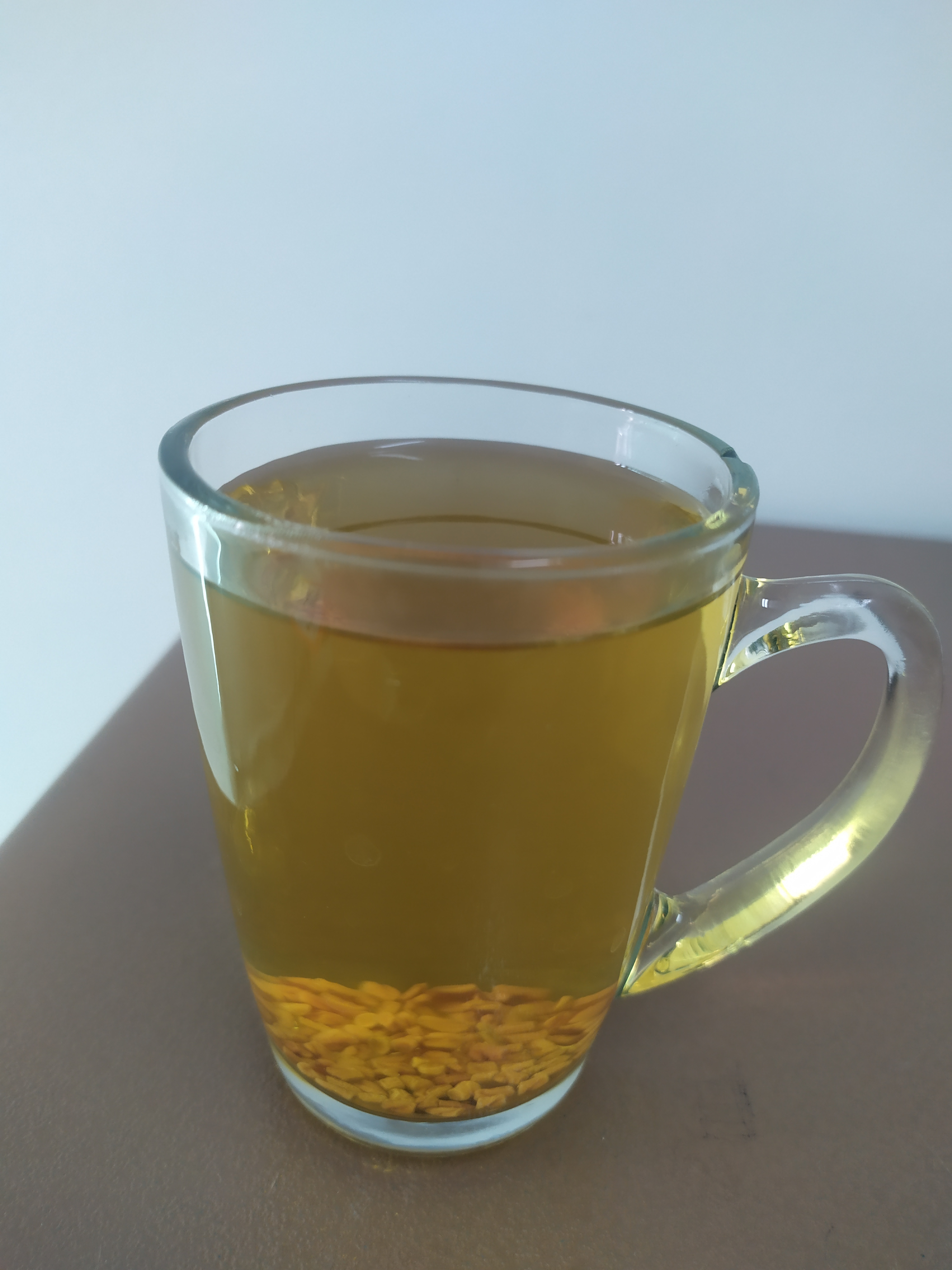
شراب بذور الحلبة

تشمل الممارسات العامة الطرق القديمة الطب الصيني التقليدي والأيورفيدا. ويشار إلى الممارسين للأعشاب أو العلاج النباتي باسم المعالجين بالأعشاب أو phytotherapists.
قد تُسمى المنتجات المستخدمة في الأدوية العشبية، أو النباتات، أو [منتجات الصحة الطبيعية]، أو العلاجات العشبية، بمكملات غذائية، كما تسمى علاجات نباتية.

## التاريخ
تشير الأدلة التاريخية إلى أن العلاج بالأعشاب يعود إلى العصر الحجري القديم، منذ حوالي (60,000) عام. وأول الأدلة المكتوبة على العلاج بالأعشاب يعود في الحقيقة إلى أكثر من 5,000 عام وتحديدا إلى حضارة السومريين، الذين قامو بتأليف قوائم لهذه النباتات. بعض الثقافات القديمة كتبت عن النباتات واستخداماتها الطبية في كتب سميت ب الأعشاب. في مصر القديمة، تم ذكر الأعشاب في ورق البردي الطبي المصري، كما تم تصويرها على رسومات القبور، أو في مناسبات نادرة وجدت في الجرار الطبية التي تحتوي على كميات ضئيلة من الأعشابفي مصر القديمة، تم ذكر الأعشاب في [[بردي] طبي مصري]، مصورة في رسوم توضيحية بالمقابر، وفي حالات نادرة تم العثور على بقايا قليلة من الأعشاب الطبية داخل جرار استعملت لأغراض طبية.
من بين أقدم وأطول وأبرز البرديات الطبية في مصر القديمة، يعود تاريخ بردية إيبرس إلى حوالي 1550 قبل الميلاد، والتي تغطي أكثر من 700 مركب، معظمها من أصل نباتي.
أتت أقدم اكتشافات الأعشاب اليونانية المعروفة من العالم الإغريقي ثاوفرسطس الذي ألف كتابا اسمه الاستفسار في النباتات (Historia Plantarum فياللغة اليونانية) ،  ومن "ديوكلس اوف كاريستس" الذي كتب خلال القرن الثالث قبل الميلاد، ومن "كراتيوس" الذي كتب في القرن الأول قبل الميلاد. ولم يبق سوى عدد قليل من هذه الأعمال، ولكن مما تبقى، لاحظ العلماء تداخلاً مع طب الأعشاب الفرعوني.
تم العثور على بذور محتملة لهذه الأعشاب الطبية في المواقع الأثرية التي تعود إلى العصر البرونزي في الصين والتي يرجع تاريخها إلى اسرة شانغ
أكثر من مائة من أصل الـ 224 مركب التي ورد ذكرها في الكتاب الداخلي للإمبراطور الأصفر (Huangdi Neijing
)، وهو نص طبي صيني قديم، هي عبارة عن أعشاب.
كما كانت الأعشاب شائعة أيضا في الطب الهندي القديم، حيث كان العلاج الرئيسي للأمراض هو الحمية أو اتباع نظام غذائي.
يعتبر كتاب المقالات الخمس (هو كتاب ألفه ديسقوريدوس اليوناني وترجمه للعربية اسطفان بن باسيل ثم راجع الترجمة أستاذه حنين بن إسحاق) مثالا مهما حيث دام استخدامه قرابة 1500 سنة حتى القرن السادس عشر.

## طب الاعشاب الحديث
تقدر منظمة الصحة العالمية أن 80 في المائة من سكان بعض البلدان الآسيوية والأفريقية يستخدمون حاليا طب الأعشاب في بعض جوانب الرعاية الصحية الأولية.
تعتبر المستحضرات الصيدلانية باهظة التكلفة بالنسبة لمعظم سكان العالم، نصفهم يعيشون على أقل من دولارين أمريكيين يوميًا في عام 2002.
في المقابل، يمكن زراعة بذور الأدوية العشبية أو تجمعها من الطبيعة بتكلفة قليلة أو بدون تكلفة.
للعديد من المستحضرات الصيدلانية المتاحة حاليا للأطباء تاريخ طويل من الاستخدام كعلاجات عشبية، بما في ذلك الأرتيميسينين، الأفيون، الأسبرين، الديجيتال، والكينين. وفقا لمنظمة الصحة العالمية، ما يقرب من 25٪ من الأدوية الحديثة المستخدمة في الولايات المتحدة قد تم اشتقاقها من النباتات.
يتم اشتقاق ما لا يقل عن 7000 مركب طبي يدخل في صناعة الأدوية الحديثة من النباتات.
من بين 120 مركباً نشطاً معزولة حالياً عن النباتات الأعلى وتستخدم على نطاق واسع في الطب الحديث اليوم، 80% منها تظهر علاقة إيجابية بين استخدامها العلاجي الحديث والاستخدام التقليدي للنباتات التي تستمد منها.

### الاختبارات السريرية
في دراسة استقصائية عام 2010 لأشهر 1000 مركب مشتق من النباتات، كان هناك 156 دراسة سريرية منشورة.
تم الإبلاغ عن الدراسات قبل السريرية (الطلائعيات والباراسيتامول أو الطحالب الخضراء المزرقة) لنحو نصف المنتجات النباتية، في حين 120 (12 ٪) من النباتات تقييم & ndash؛ على الرغم من توافرها في السوق الغربية & ndash؛ لم تكن هناك دراسات دقيقة عن خواصهم، وكانت خمس دراسات سامة أو مسببة للحساسية، وهي النتيجة التي أدت إلى أن يخلص المؤلفون إلى "أن استخدامهم يجب أن يثبط أو يحظر"."
هناك تسع من النباتات التي تم تقييمها في البشر البحث السريري تتضمن «ختمية طبية» (مارشميلو)، «كاليندال أوفيسيناليس» (القطيفة)، «كينتيلّا اسياتيكا» (centella)،  قنفذية أرجوانية  (echinacea)،  زهرة الآلام الحمراء  (passionflower)،  رمان  (pomegranate)،  قمام كبير الثمر  (التوت البري)،  عنبية آسية ('bilberry)، و' 'ناردين مخزني' (فاليريان)، على الرغم من وجود نتائج غير متناسقة، سلبية في الغالب، وكانت الدراسات ذات جودة منخفضة.
في عام 2015، نشرت إدارة الصحة التابعة للحكومة الأسترالية نتائج مراجعة العلاجات البديلة التي تسعى إلى تحديد ما إذا كانت أي منها مناسبة للتغطية بواسطة التأمين الصحي؛ كانت العشبية واحدة من 17 موضوع تم تقييمها ولم يتم العثور على دليل واضح على فعاليتها.
وضع إرشادات لتقييم سلامة وفعالية المنتجات العشبية، توفر وكالة الأدوية الأوروبية معايير لتقييم وتصنيف جودة البحوث السريرية في إعداد الدراسات حول المنتجات العشبية.
في الولايات المتحدة، يقوم المركز الوطني للصحة التكميلية والتكاملية من المعاهد القومية للصحة بتمويل التجارب السريرية على مركبات الأعشاب، ويقدم صحائف وقائع تقيم السلامة والفعالية المحتملة والآثار الجانبية للعديد من المصادر النباتية، 
ويحافظ على سجل للبحوث السريرية التي أجريت على المنتجات العشبية.
وفقا لـ أبحاث السرطان في المملكة المتحدة، «لا يوجد حاليا أي دليل قوي من الدراسات على الناس أن العلاجات العشبية يمكن أن تعالج أو تمنع أو تشفي السرطان».

### انتشار الاستخدام
استخدام العلاجات العشبية أكثر انتشارا في المرضى الذين يعانون من أمراض مزمنة مثل السرطان، مرض السكري، الربو ونهاية مرحلة المرض الكلوي.
كما تبين أن هناك عدة عوامل مثل النوع الاجتماعي، والعمر، والعرق، والتعليم، والطبقة الاجتماعية ترتبط بانتشار استخدام العلاجات العشبية.
ركز مسح صدر في مايو 2004 من قبل المركز الوطني للصحة التكميلية والتكاملية على من استخدم أدوية تكميلية وبديل (CAM)، وما تم استخدامه، ولماذا تم استخدامه. اقتصر المسح على البالغين، الذين تتراوح أعمارهم بين 18 سنة وأكثر خلال عام 2002، الذين يعيشون في الولايات المتحدة. ووفقًا لهذا الاستطلاع، فإن العلاج بالأعشاب، أو استخدام المنتجات الطبيعية بخلاف فيتامين s والمعادن، كان العلاج الأكثر شيوعًا في الطبابة البديلة (18.9٪) عندما تم استبعاد جميع استخدام الصلاة.
العلاجات العشبية شائعة جدا في أوروبا. في ألمانيا، يتم الاستغناء عن الأدوية العشبية من قبل الصيدلي (على سبيل المثال، Apotheke). تباع الأدوية الموصوفة إلى جانب الزيوت الأساسية، أو المستخلصات العشبية، أو الشاي العشبي. ويرى البعض أن العلاج بالأعشاب هو العلاج المفضل للمركبات الطبية الصرفة التي أنتجت صناعيا.
في الهند، كان العلاج بالأعشاب شائعًا إلى درجة أن حكومة الهند أنشأت قسمًا مستقلًا - أيوش - تحت رعاية وزارة الصحة ورعاية الأسرة. تم تأسيس المجلس الوطني للنباتات الطبية في عام 2000 من قبل الحكومة الهندية من أجل التعامل مع النظام الطبي العشبي.

### المستحضرات العشبية
هناك العديد من الأشكال التي يمكن أن تدار بها الأعشاب، وأكثرها شيوعًا هو شكل سائل يشربه المريض - إما شاي عشبي أو مستخلص نبات (ربما مخفف).
قد يكون العديد من أساليب التوحيد هو تحديد كمية الأعشاب المستخدمة. واحد هو نسبة المواد الخام إلى المذيبات. ومع ذلك قد تختلف عينات مختلفة من الأنواع النباتية نفسها حتى في المحتوى الكيميائي. ولهذا السبب، يستخدم المزارعون أحيانًا طبقة كروماتوغرافية رقيقة لتقييم محتوى منتجاتهم قبل الاستخدام. طريقة أخرى هي توحيد المعايير على مادة كيميائية للإشارة.

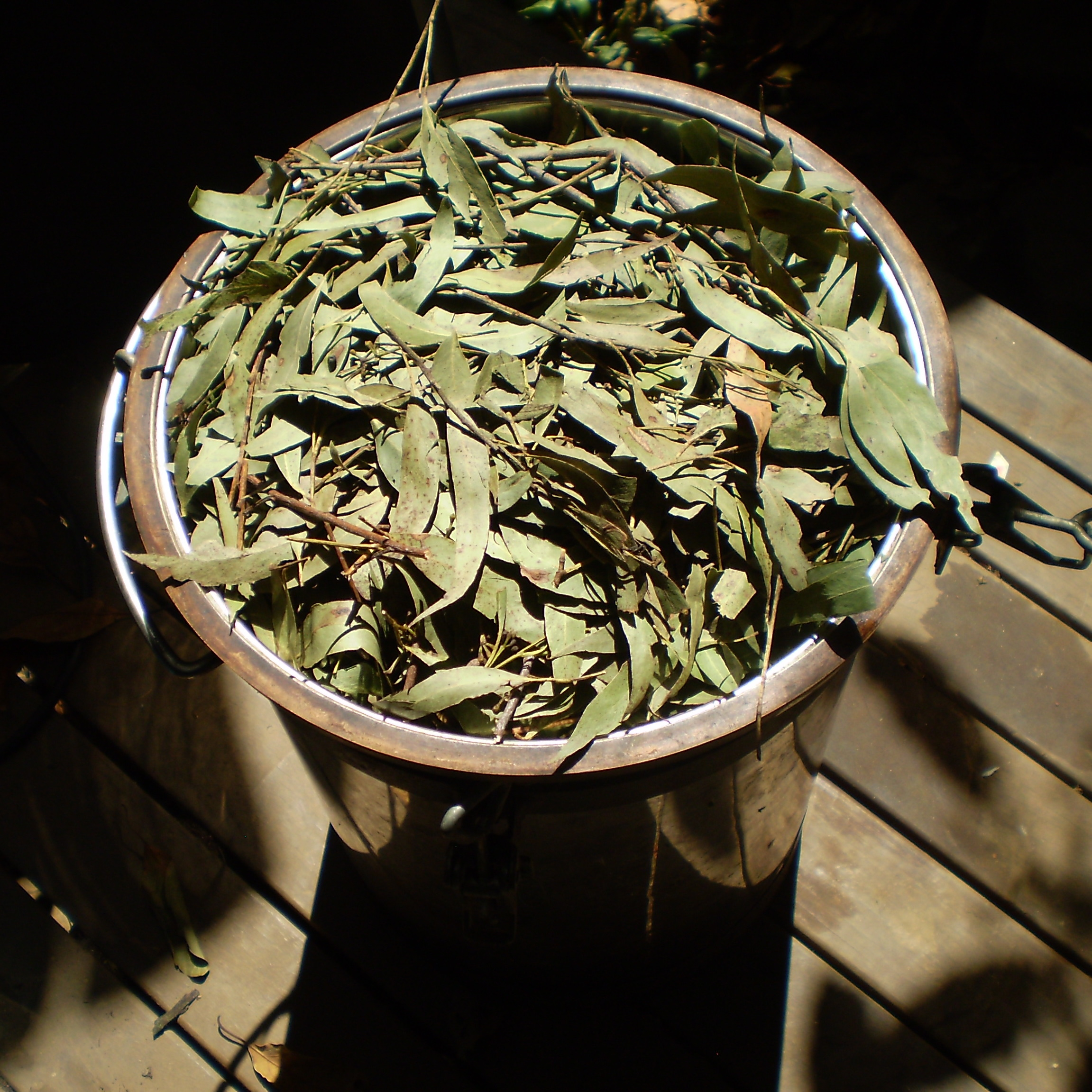
Leaves of Eucalyptus olida being packed into a steam تقطير unit to gather its زيت عطري.

العشبية الشاي، أو tisanes، هي السوائل الناتجة من استخراج الأعشاب في الماء، على الرغم من أنها مصنوعة في عدد قليل من الطرق المختلفة. Infusion s هي مستخلصات الماء الساخن من الأعشاب، مثل بابونج ألماني أو نعناع، من خلال تنقيع. ديكوتيون هي المستخلصات المغلية طويلة الأجل، وعادة ما تكون من مواد أكثر صعوبة مثل الجذور أو اللحاء. Maceration هو التسريب القديم للنباتات ذات هلام نباتي عالي المحتوى - مثل، الحكيم، الزعتر، إلخ. يتم تقطيعها وتضاف إلى الماء البارد. ثم يتم تركهم لمدة 7 إلى 12 ساعة (حسب الأعشاب المستخدمة). بالنسبة لمعظم macerates يستخدم 10 ساعات.
صبغة [س] مقتطفات كحولية من أعشاب، أيّ عموما قوّيّة من [شمل تو].
عادة ما يتم الحصول على الصبغات عن طريق الجمع بين الإيثانول النقي 100 ٪ (أو خليط من الإيثانول بنسبة 100 ٪ مع الماء) مع عشب. تحتوي الصبغة المكتملة على نسبة إيثانول لا تقل عن 25٪ (تصل أحيانًا إلى 90٪).
النبيذ العشبي وإكسير هي مستخلصات كحولية من الأعشاب، وعادة مع نسبة الايثانول من 12-38.
مقتطف s تتضمن مستخلصات سائلة ومستخلصات جافة ونباتات سديمية. المستخلصات السائلة هي سوائل ذات نسبة إيثانول أقل من الصبغات. يتم تصنيعها عادة عن طريق الفراغ التقطير الصبغات. المستخلصات الجافة هي مستخلصات من المواد النباتية التي هي تبخير إلى كتلة جافة. ويمكن بعد ذلك تحسينها إلى كبسولة أو قرص .
يتأثر التركيب الدقيق لمنتج عشبي بطريقة الاستخراج. الشاي سيكون غنيًا بمكون قطبية لأن ماء هو مذيب قطبي. الزيت من ناحية أخرى هو مذيب غير قطبي، وسوف يمتص المركبات غير القطبية. يقع الكحول في مكان ما بينهما.

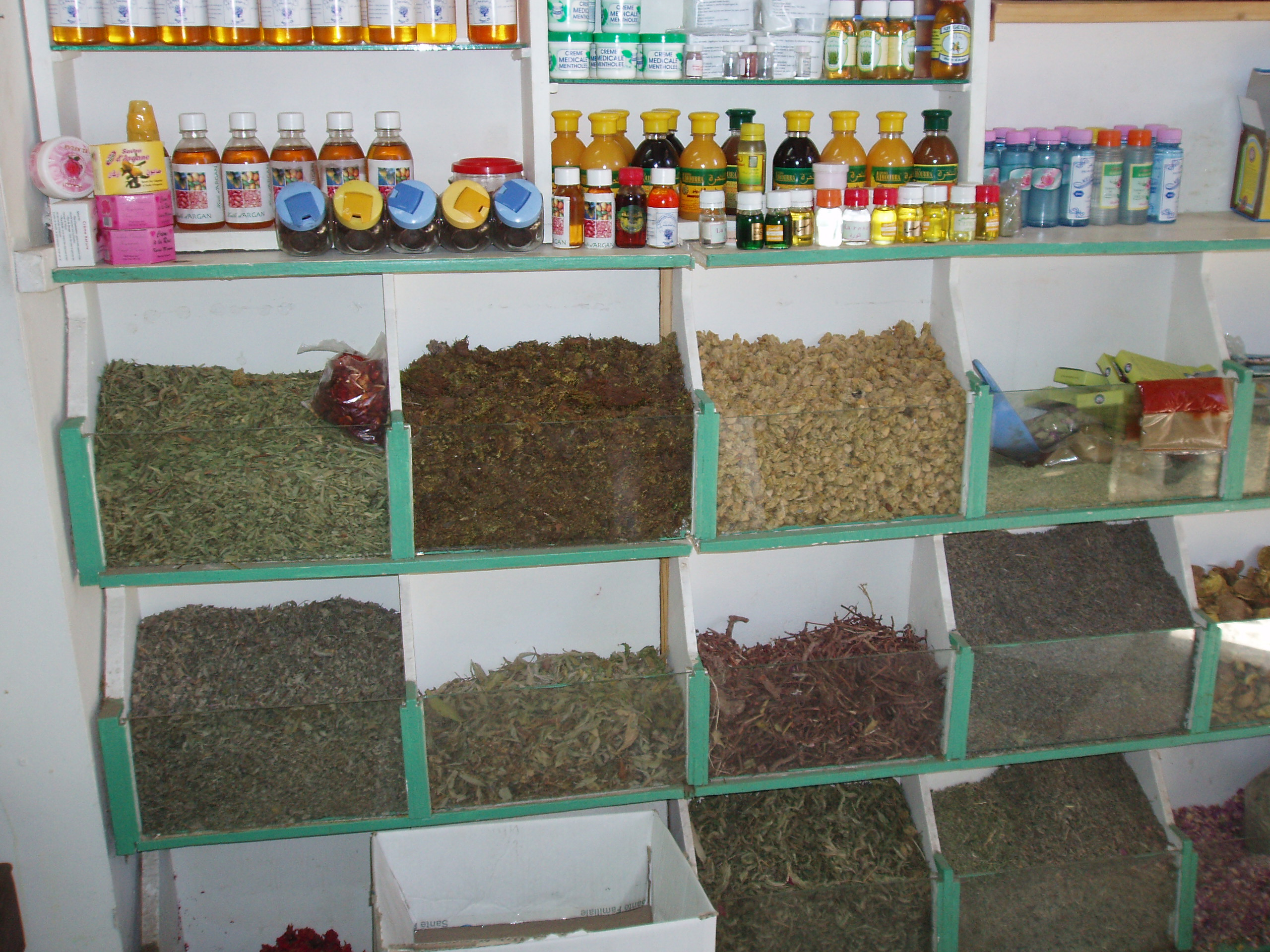
A herb shop in the سوق تقليدي of مراكش

يتم تطبيق العديد من الأعشاب موضعيا على الجلد في مجموعة متنوعة من الأشكال. يمكن تطبيق مستخلصات [الزيت العطري] على الجلد، وعادة ما يتم تخفيفها في زيت ناقل. العديد من الزيوت الأساسية يمكن أن تحرق الجلد أو ببساطة جرعة عالية جدا تستخدم مباشرة؛ يمكن تمييعها في زيت الزيتون أو زيت آخر من الدرجة الغذائية مثل زيت اللوز تسمح باستخدامها بأمان كموضوع موضعي. تعتبر المَحاليل، والزيوت، بلسم، والكريمات والمستحضرات هي أشكال أخرى من آليات الولادة الموضعية. معظم التطبيقات الموضعية هي استخراج النفط من الأعشاب. ويسمح تناول زيت الطعام وتمرغ الأعشاب فيه في أي مكان من أسابيع إلى شهور بامتلاك بعض المواد الكيميائية النباتية في الزيت. ويمكن بعد ذلك أن يتم هذا الزيت إلى المراهم، والكريمات، والمستحضرات، أو يستخدم ببساطة كزيت للتطبيق الموضعي. يتم إجراء العديد من زيوت التدليك، والمضادة للجراثيم، ومركبات التئام الجروح بهذه الطريقة.
استنشاق، كما في اروماثيرابي، يمكن استخدامه كعلاج.

### السلامة

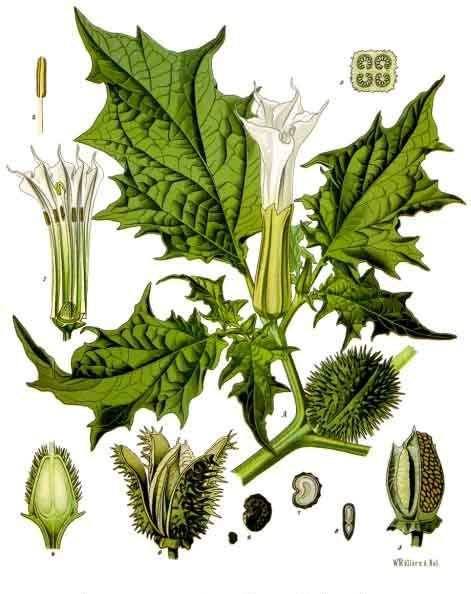
داتورا صفراوية
وقد استخدم في الأيورفيدا لعلاجات مختلفة، ولكن يحتوي على قلويد ق، مثل الأتروبين وسكوبولامين، والتي قد تسبب سمية شديدة.

ويعتقد أن عددا من الأعشاب من المحتمل أن يسبب تأثيرات ضارة.
وعلاوة على ذلك، فإن "الغش أو التركيب غير المناسب أو عدم فهم التفاعلات بين النباتات والأدوية أدى إلى ردود فعل سلبية تهدد الحياة أحيانًا أو قاتلة"."
هناك حاجة لتجارب سريرية سليمة مزدوجة التعمية لتحديد سلامة وفعالية كل نبات قبل أن يوصى باستخدامها لأغراض طبية.
على الرغم من أن العديد من المستهلكين يعتقدون أن الأدوية العشبية آمنة لأنها «طبيعية»، قد تتفاعل الأدوية العشبية والأدوية الاصطناعية، مما يسبب سمية للمريض. العلاجات العشبية يمكن أيضا أن تكون ملوثة بشكل خطير، والأدوية العشبية دون فاعلية مؤكدة، يمكن أن تستخدم دون قصد لتحل محل الأدوية التي لديها فعالية مؤكدة.
لم يتم توحيد معايير النقاوة والجرعة في الولايات المتحدة، ولكن حتى المنتجات المصنوعة لنفس المواصفات قد تختلف نتيجة للاختلافات البيوكيميائية داخل أحد أنواع النباتات.
النباتات لها آليات دفاع كيميائي ضد الحيوانات المفترسة التي يمكن أن يكون لها تأثيرات ضارة أو مميتة على البشر. وتشمل أمثلة الأعشاب عالية السمية الشوكران السام ونومها.
لا يتم تسويقها للعامة كأعشاب، لأن المخاطر معروفة جيداً، ويرجع ذلك جزئياً إلى التاريخ الطويل والملون في أوروبا، المرتبط بـ «السحر والشعوذة» والسحر.
على الرغم من عدم تكرار، تم الإبلاغ عن ردود الفعل السلبية للأعشاب في الاستخدام الواسع.
في بعض الأحيان تم ربط نتائج خطيرة غير مرغوبة باستهلاك الأعشاب. وقد تعزى حالة من استنزاف البوتاسيوم الرئيسية لابتلاع عرق السوس المزمن، 
وبالتالي تجنب الأعشاب المحترفين استخدام عرق السوس حيث يدركون أن هذا قد يكون مخاطرة. وقد تم توريط كوهوش الأسود في حالة فشل الكبد.
هناك دراسات قليلة متاحة حول سلامة الأعشاب للنساء الحوامل،  حيث وجدت إحدى الدراسات أن استخدام الأدوية التكميلية والبديلة يرتبط بانخفاض معدل الحمل والولادة الحية بنسبة 30٪ أثناء علاج الخصوبة.
تتضمن أمثلة العلاجات العشبية ذات العلاقات المحتملة مع التأثيرات السلبية الأحداث، البيلة، التي غالباً ما تكون عشبًا محظورًا قانونًا، علاجات الايورفيدا، المكنسة، الفطر، عشب صيني الممزوج، السنفيتون، الأعشاب التي تحتوي على بعض الفلافونويد، النبتة، صمغ الغوار، جذر العرقسوس، وpennyroyal.
هناك أيضا قلق فيما يتعلق العديد من التفاعلات الراسخة للأعشاب والمخدرات
بالتشاور مع الطبيب، يجب توضيح استخدام العلاجات العشبية، حيث أن بعض العلاجات العشبية لديها القدرة على إحداث تفاعلات دوائية ضارة عند استخدامها مع توليفة طبية مختلفة وبدون وصفة طبية الأدوية، تمامًا كما يجب على المريض إبلاغ المعالج بالأعشاب عن استهلاكه للوصفة الأرثوذكسية والأدوية الأخرى. [بحاجة لمصدر]
على سبيل المثال، قد ينجم ضغط الدم المنخفض بشكل خطير عن مزيج من العلاج بالأعشاب الذي يخفض ضغط الدم مع دواء وصفة طبية له نفس التأثير. بعض الأعشاب قد تضخيم آثار مضادات التخثر.
بعض الأعشاب وكذلك الفاكهة المشتركة تتداخل مع السيتوكروم P450، وهو إنزيم حاسم لاستقلاب الدواء.

### دقة وضع العلامات
وجدت دراسة عام 2013 أن ثلث المكملات العشبية التي تم أخذ عينات منها لا تحتوي على أي أثر للأعشاب المدرجة على الملصق.
ووجدت الدراسة منتجات مغشوشة بالملوثات أو مواد مالئة مواد مالئة غير مدرجة على الملصق، بما في ذلك المواد المثيرة للحساسية المحتملة مثل فول الصويا أو القمح أو الجوز الأسود. زجاجة واحدة تحمل العنوان [[القديس تم العثور على نبتة جون [] في الواقع تحتوي على  [الإسكندري سينا] '، وهو ملين.
وجد باحثون في جامعة أديليد في عام 2014 أن ما يقرب من 20 في المائة من العلاجات العشبية التي شملها المسح لم تكن مسجلة لدى إدارة السلع العلاجية، على الرغم من كونها شرطًا لبيعها.
وجدوا أيضا أن ما يقرب من 60 في المائة من المنتجات التي شملتها الدراسة لديها مكونات لا تتطابق مع ما هو موجود على الملصق. من بين 121 منتجًا، كان 15 منتجًا فقط يحتوي على مكونات تتوافق مع قائمة منتجات TGA وتعبئتها.
في عام 2015، أصدر المدعي العام في نيويورك خطابات وقف ووقف لأربعة من كبار تجار التجزئة الأمريكيين (مركز التغذية العامة، شركة تارجت، شركة والغرينز، ووول مارت) الذين اتهموا ببيع المكملات العشبية التي تم تصنيفها بطريقة خاطئة ويحتمل أن تكون خطيرة.
تم اختبار أربعة وعشرين منتجًا بواسطة ترميز الحمض النووي كجزء من التحقيق، مع وجود جميع الحمض النووي المحتوي على خمسة إلا أنه لم يتطابق مع ملصقات المنتج.

### ممارسو التداوي بالأعشاب

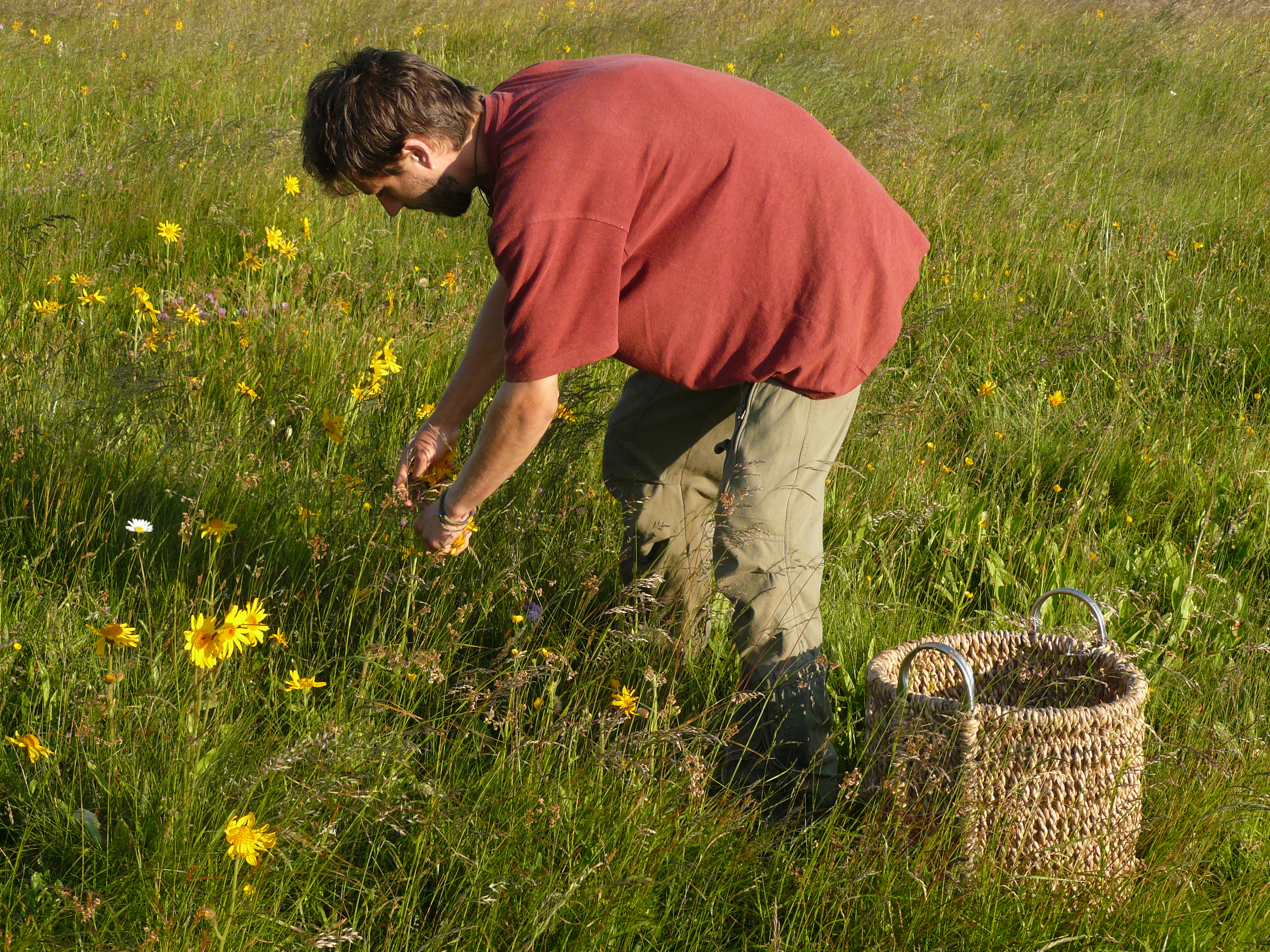
A herbalist gathers the flower heads of زهرة العطاس.

يجب أن يتعلم المعالج بالأعشاب العديد من المهارات، بما في ذلك wildcrafting أو زراعة الأعشاب، وتشخيص وعلاج الحالات و خصائص الأدوية العشبية، ومكونات المستحضرات العشبية للأدوية. تختلف طريقة تعليم المعالجين بالأعشاب كثيرا بين مناطق العالم. حيث يعول المتخصصون في مجال التداوي بالأعشاب والمعالجون التقليديون الأصليون الطب البشري بشكل عام على التجربة العملية لنيل الاعتراف المجتمعي وذلك بدلاً من التعليم الرسمي. [بحاجة لمصدر]
في بعض البلدان توجد معايير رسمية دنيا للتدريب والتعليم، وذلك على الرغم من أن هذه المعايير ليست بالضرورة موحدة داخل هذه البلدان أو بينها. علی سبیل المثال، في أسترالیا، تنتج حالة المھنة التي تخضع للتنظیم الذاتي (حتی نیسان / أبریل 2008) جمعیات متنوعة تحدد معاییر تعلیمیة مختلفة، وبالتالي تعترف بمؤسسة تعلیمیة أو دورة تدریب. من المعترف به عمومًا أن جمعية الأعشاب الوطنية في أستراليا لديها أكثر المعايير المهنية صرامة في أستراليا.
في المملكة المتحدة، يتم تدريب المتخصصين بالأعشاب الطبية من قبل الجامعات التي تمولها الدولة. على سبيل المثال، يتم تقديم بكالوريوس العلوم درجة في طب الأعشاب في جامعات مثل جامعة شرق لندن، جامعة ميدلسكس، جامعة سنترال لانكشاير، جامعة وستمنستر، جامعة لينكولن وجامعة نابير في أدنبرة في الوقت الحاضر.[بحاجة لمصدر]

### اللوائح الحكومية
[منظمة الصحة العالمية] (WHO)، وهي وكالة متخصصة تابعة للأمم المتحدة (UN) تهتم بالصحة العامة الدولية، نشرت «طرق مراقبة الجودة للمواد النباتية الطبية» في عام 1998 من أجل دعم عضو منظمة الصحة العالمية. الدول في وضع معايير ومواصفات الجودة للمواد العشبية، في السياق العام لضمان الجودة ومراقبة الأدوية العشبية.
في الاتحاد الأوروبي (الاتحاد الأوروبي)، يتم تنظيم الأدوية العشبية بموجب لجنة المنتجات الطبية العشبية.
في الولايات المتحدة، يتم تنظيم العلاجات العشبية المكملات الغذائية من قبل إدارة الغذاء والدواء (FDA) تحت ممارسات التصنيع (cGMP) لسياسة المكملات الغذائية.
لا يُشترط على مصنعي المنتجات التي تدخل في هذه الفئة إثبات سلامة أو فعالية منتجهم طالما أنهم لا يقدمون مطالبات «طبية» أو يستخدمون استخدامات أخرى غير «مكمل غذائي»، على الرغم من أن إدارة الأغذية والأدوية قد تسحب منتجًا من بيع يجب أن يثبت أنه ضار.
يتم وصف اللوائح الكندية من قبل مديرية المنتجات الصحية الطبيعية وغير الوصفات الطبية التي تتطلب رقم المنتج الطبيعي المكون من ثمانية أرقام أو رقم الطب المثلي على ملصق الأدوية العشبية أو المكملات الغذائية المرخصة.
بعض الأعشاب، مثل ماريغوانا وكوكا، ممنوعة بشكل تام في معظم البلدان على الرغم من أن الكوكا مشروعة في معظم البلدان أمريكا الجنوبية التي تزرع فيها. يستخدم  نبات القنب  كأعشاب الطب، وعلى هذا النحو قانوني في بعض أجزاء من العالم. منذ عام 2004، تم حظر بيع الإيفيدرا كمكمل غذائي في الولايات المتحدة من قبل إدارة الغذاء والدواء الأمريكية، 
وتخضع لقيود الجدول الثالث في المملكة المتحدة.

### النقد العلمي
وقد تم انتقاد الأعشاب الطبية على أنها «[منجم ألغام | ألغام]» محتملة من جودة المنتج غير الموثوقة، ومخاطر السلامة، وإمكانية تقديم مشورة صحية مضللة.
على الصعيد العالمي، لا توجد معايير عبر مختلف المنتجات العشبية لتوثيق محتوياتها أو سلامتها أو فعاليتها، 
وهناك بشكل عام غياب البحوث العلمية عالية الجودة على تكوين المنتج أو فعالية لنشاط مكافحة المرض.
الادعاءات المفترضة عن الفوائد العلاجية من المنتجات العشبية، دون أدلة قوية على الفعالية والسلامة، وتلقي وجهات النظر المشكوك فيها من قبل العلماء.
الممارسات غير الأخلاقية من قبل بعض المعالجين بالأعشاب والمصنعين، والتي قد تتضمن إعلانات كاذبة عن الفوائد الصحية على ملصقات المنتجات أو الأدبيات، 
وتلوث أو استخدام الحشو أثناء إعداد المنتج، 
قد يؤدي إلى تآكل ثقة المستهلك حول الخدمات والمنتجات.

## العلاج بالأعشاب

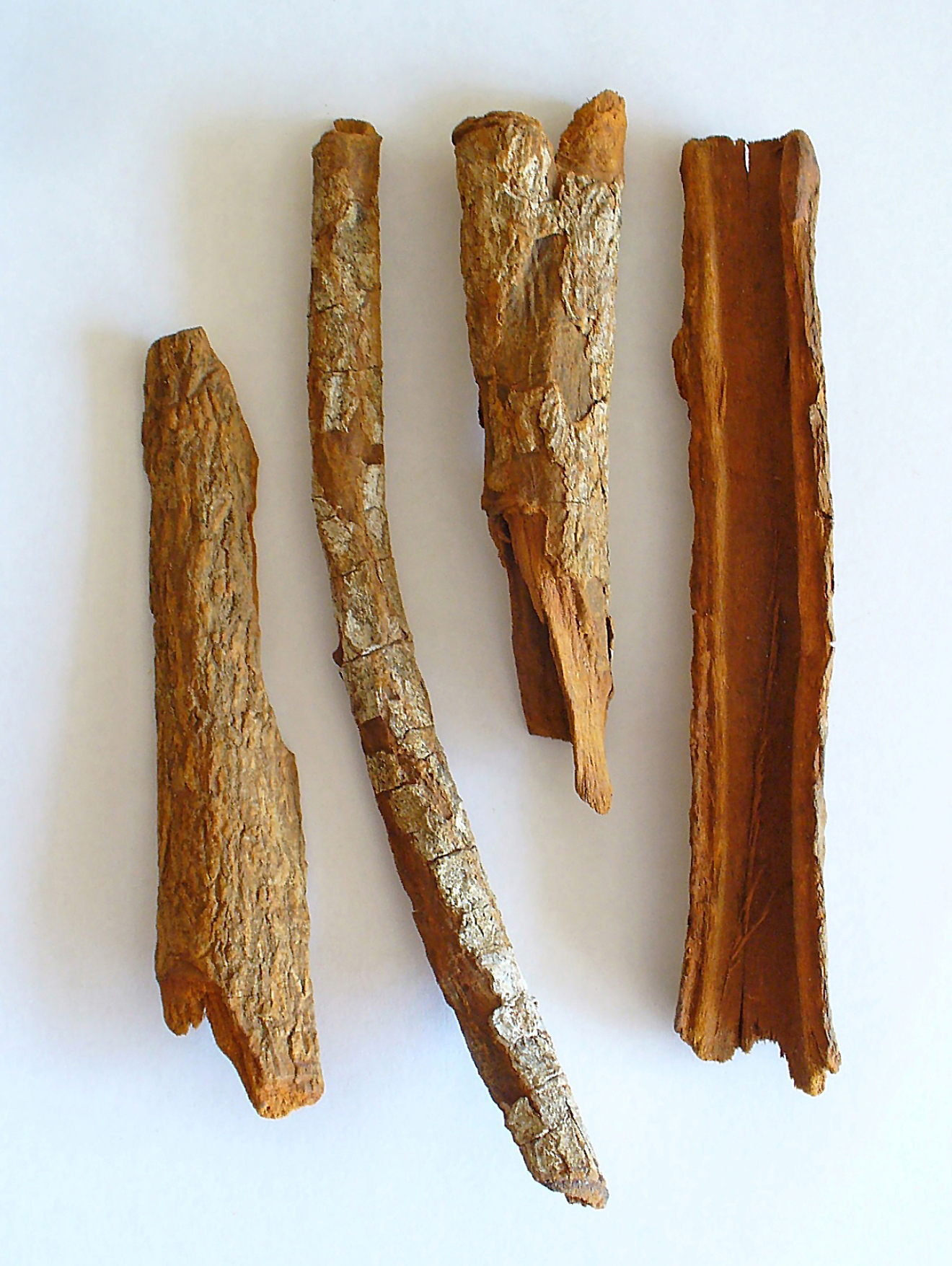
An example of a 'phytotherapeutic' compound: the bark of the كينا tree contains كينين، which today is a widely prescribed treatment for ملاريا، especially in countries that cannot afford to purchase more expensive antimalarial drugs

Paraherbalism أو العلاج النباتي هو استخدام علم زائف مقتطف من أصل نباتي أو حيواني كأدوية مفترضة أو عوامل تعزيز الصحة.
يختلف العلاج النباتي عن الأدوية المشتقة من النباتات في [علم الصيدلة] القياسي لأنه لا يعزل وتوحيد المقاييس) المركبات من نبات معين يعتقد أنه نشط بيولوجيًا. وهو يعتمد على الاعتقاد الخاطئ بأن الحفاظ على تعقيد المواد من مصنع معين مع معالجة أقل هو أكثر أمانًا وقد يكون أكثر فاعلية، ولا يوجد دليل ينطبق عليه أي شرط.
وصف الباحث كيميائيات نباتية Varro Eugene Tyler الحالة الوراثية بأنها «خلل أو أدنى مستوى للأعشاب يعتمد على العلوم الزائفة»، باستخدام مصطلحات علمية ولكنها تفتقر إلى الأدلة العلمية للسلامة والفعالية.
ذكر تايلر عشرة مغالطات التي تميز الأعشاب عن الشرعية، بما في ذلك الادعاءات بوجود [نظرية المؤامرة] المؤيدة لقمع الأعشاب الآمنة والفعالة، عقيدة التوقيعات (الاعتقاد بأن شكل النبات يشير إلى وظيفتها) صحيح، ويؤدي تخفيف المواد إلى زيادة فعاليتها (عقيدة العلوم الزائفة لـ المعالجة المثلية، وتعتبر المحاولات الفلكية هامة، الأدلة القصصية هي وسيلة فعالة لإثبات وجود مادة يعمل، والأعشاب التي تم إنشاؤها بواسطة الله لعلاج المرض، من بين أمور أخرى.
ليس لأي من هذه المعتقدات أي أساس في الواقع.
من الاختلافات الممكنة مع الأعشاب أن العلاج بالخيل قد يتطلب مكونات في المستخلص النباتي القياسي بالالتزام بالمحتوى الأدنى لمركب واحد أو عدة مركبات نشطة في المنتج العلاجي.
قد يستخدم العلاج الطبيعي الحديث طرقًا تقليدية لتقييم جودة الأدوية العشبية، ولكنه يعتمد عادةً على العمليات الحديثة مثل [الكروماتوغرافيا السائلة عالية الأداء] (HPLC)، كروماتوجراف الغاز، الأشعة فوق البنفسجية / المرئية الطيف الضوئي أو [ [الامتصاص الذري]] التحليل الطيفي لتحديد الأنواع، وقياس التلوث الجرثومي، وتقييم الفعالية، وإنشاء شهادات تحليل للمادة. 
يختلف العلاج النباتي عن الطب المثلي والطب الأنثروبوسفيك، ويتجنب خلط المواد النشطة بيولوجيًا والنباتية. يعتبر البعض أن العلاج بالنبات هو الطب التقليدي.

## النظم التقليدية

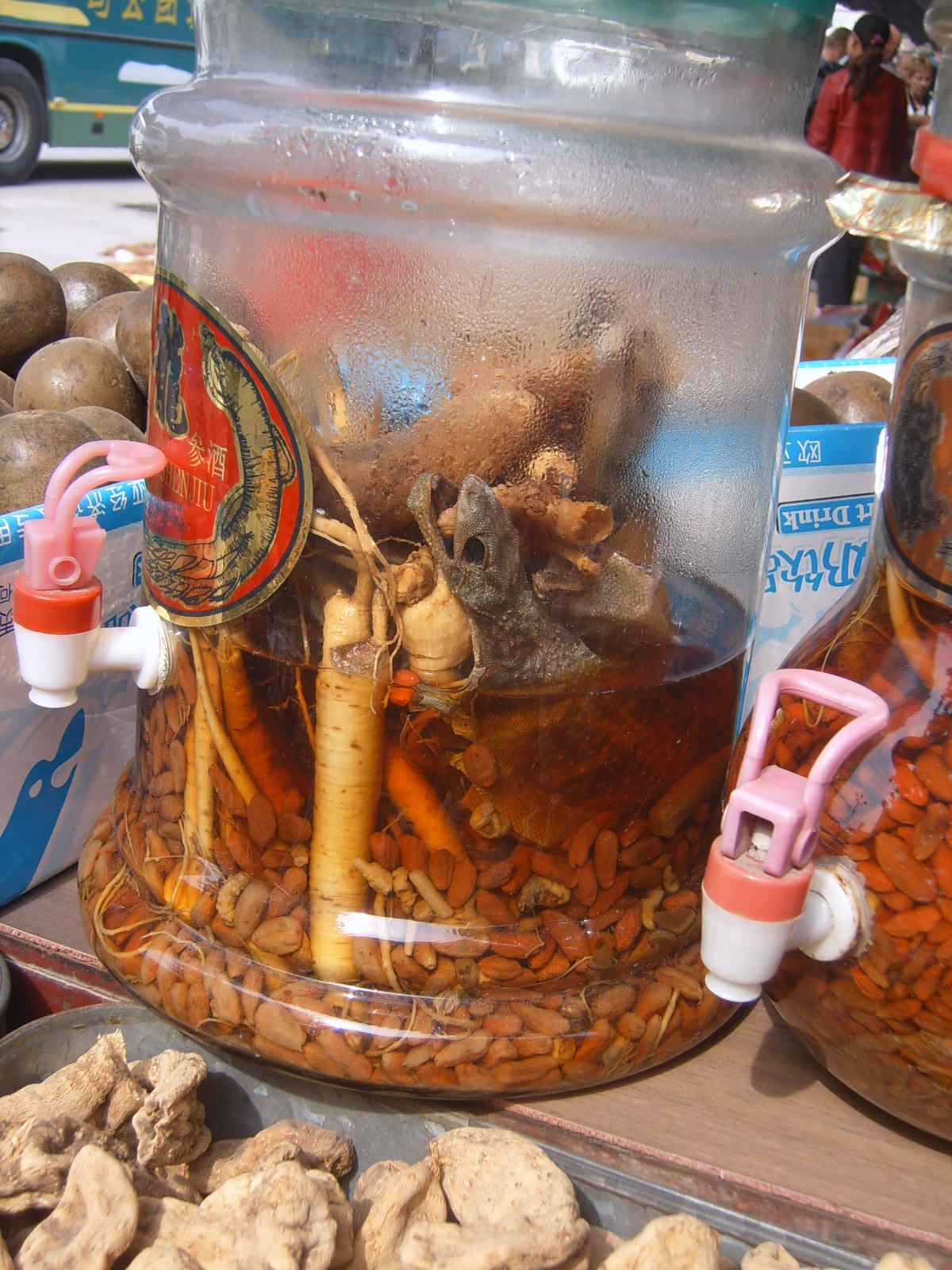
Ready to drink macerated medicinal liquor with goji berry، tokay gecko, and جينسينج، for sale at a traditional medicine market in شيان، الصين.

### إفريقيا
يستخدم ما يصل إلى 80٪ من السكان في أفريقيا الطب التقليدي كرعاية صحية أولية.

### الأمريكيتان
استخدم الأمريكيون الأصليون دواءً حوالي 2500 نوع من الأنواع النباتية البالغ عددها 20.000 نوعًا والتي تنتمي إلى أمريكا الشمالية.

### الصين
حاول بعض الباحثين المدربين في كل من الطب الغربي والطب الصيني التقليدي تفكيك النصوص الطبية القديمة في ضوء العلم الحديث. فكرة واحدة هي أن التوازن بين الين واليانغ، على الأقل فيما يتعلق بالأعشاب، يتوافق مع التوازن المؤيد للأكسدة والمضادة للأكسدة. يتم دعم هذا التفسير من خلال عدة تحقيقات في تقييم قدرة أمتصاص الأكسجين الجذرية لأعشاب يين ويانغ المختلفة.

### الهند
في الهند، أيورفيدا يحتوي على صيغ معقدة للغاية مع 30 أو أكثر من المكونات، بما في ذلك عدد كبير من المكونات التي خضعت «معالجة كيميائية»، التي اختيرت لتحقيق التوازن [[dosha] ].
في [لداخ]، [لول-سبتي] و[تبت]، ال [[تبتين] الطبّ] [تبتثر] [سستم سستم] [تو]، سائدة، أيضا يسمّى ال [أمشي] [مديكل سستم]. تم توثيق أكثر من 337 نوعًا من النباتات [الطبية] بواسطة س. ب. كالا. يتم استخدامها من قبل Amchis، الممارسين لهذا النظام الطبي.
في تاميل نادو، يمتلك التاميل نظامًا طبيًا خاصًا به يطلق عليه الآن اسم الطب سيدها. نظام Siddha موجود بالكامل في لغة التاميل. يحتوي على ما يقرب من 300000 آية تغطي جوانب متنوعة من الطب. يشمل هذا العمل التركيبات العشبية والمعدنية والمعدنية المستخدمة كدواء. الأيورفيدا موجودة في السنسكريتية، ولكن السنسكريتية لم تكن تستخدم عمومًا كلغة أم، ومن ثم يتم أخذ الأدوية الخاصة بها من سيدها والتقاليد المحلية الأخرى.

### اندونيسيا

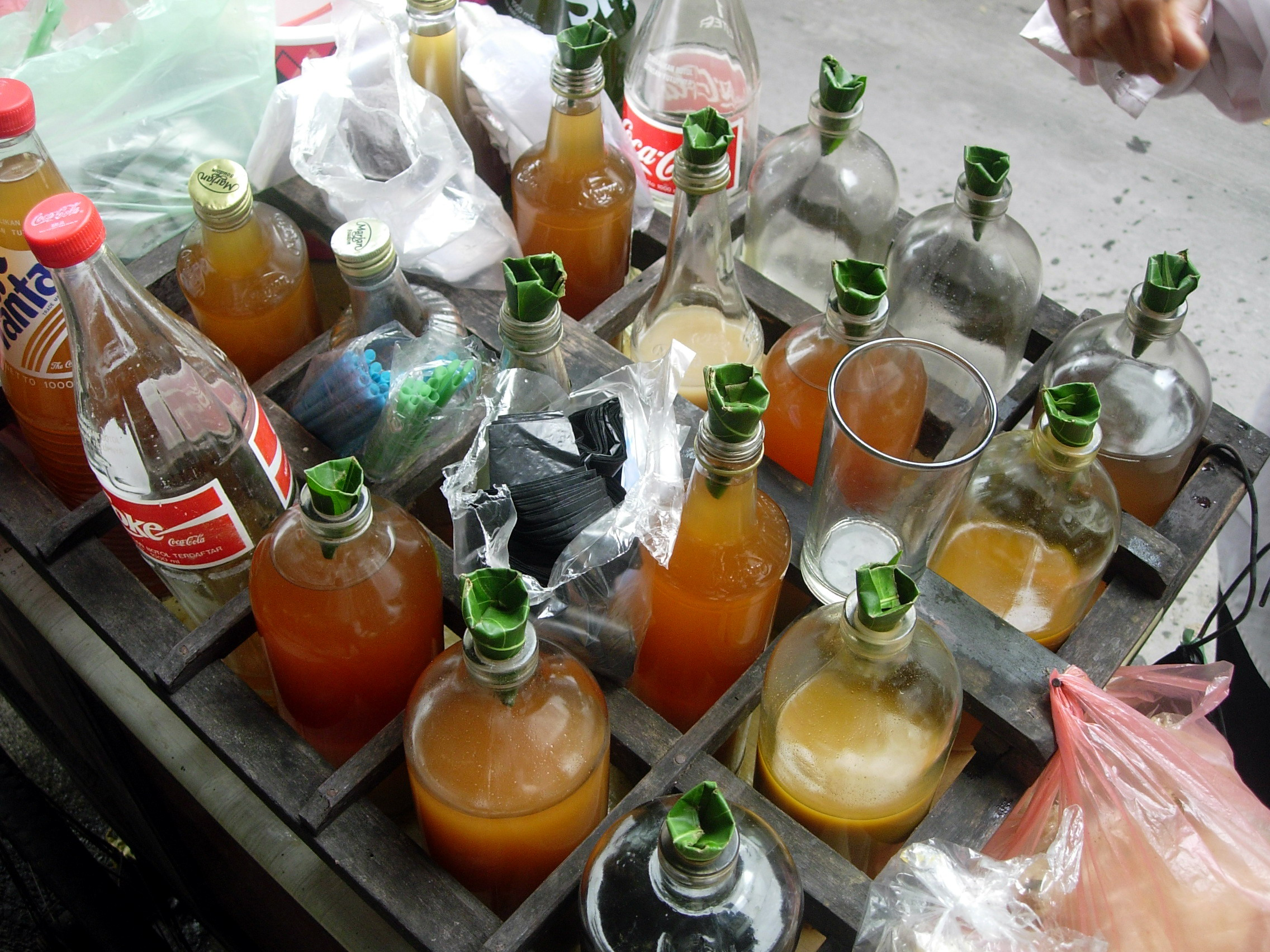
Different types of Indonesian jamu herbal medicines held in bottles.

في إندونيسيا، لا سيما بين جاوي، jamu الطب التقليدي العشبي هو تقليد قديم تم الحفاظ عليه لقرون. يُعتقد أن جامو نشأ في عصر [مملكة ماتارام]، قبل حوالي 1300 سنة.
يصور باس-ريليف على بوروبودور صورة الناس الذين يطحنون الأعشاب بالحجر [هاون ومدقة]، بائع مشروب وطبيب ومدسوق يعاملون موكليهم.
يمكن تفسير كل هذه المشاهد على أنها طب عشبي تقليدي وعلاجات مرتبطة بالصحة في جاوة القديمة. ذكر نقش مادهاوابورا من إمبراطورية ماجاباهيت فترة مهنة محددة من خلاطة الأعشاب والجمع (الأعشاب، المسمى  Acaraki .
يحتوي كتاب الطب من ماتارام المؤرخة من حوالي 1700 على 3,000 إدخالات من وصفات الأعشاب من جامو، في حين يصف الأدب الجاوي الكلاسيكي Serat Centhini (1814) بعض الوصفات العشبية الخلوية jamu.
على الرغم من إمكانية تأثر النظام الهندي [الأيورفيدا] بدرجة كبيرة، إلا أن إندونيسيا عبارة عن أرخبيل ضخم يضم العديد من النباتات الأصلية التي لا يمكن العثور عليها في الهند، والتي تشتمل على نباتات مماثلة لـ أستراليا ما وراء خط والاس. قد يجرب الاندونيسيون ويعرفون الاستخدامات الطبية لهذه النباتات العشبية الأصلية. قد يختلف جامو من منطقة إلى أخرى، وغالباً ما لا يتم تدوينه، خاصة في المناطق النائية من البلاد.
على الرغم من أن الأعشاب في المقام الأول، والمواد التي تم الحصول عليها من الحيوانات، مثل العسل، غذاء ملكات النحل، الحليب و Ayam Kampung  [[بيض الدجاج | البيض] ] غالبًا ما تستخدم أيضًا في jamu.

## التداوي الذاتي بالأدوية العشبية عند الحيوانات
غالبا ما يزعم المعالجون الأصليون أنهم تعلموا من خلال ملاحظة أن الحيوانات المريضة تغير أفضلياتها الغذائية لتتغذى على الأعشاب المريرة التي ترفضها عادة
قدم علماء الأحياء الميدانية أدلة مؤيدة تستند إلى ملاحظة الأنواع المختلفة، مثل الدجاج، الغنم، الفراشات، والشمبانزي. وقد تبين أن عادة [ما هي؟]
```
هي وسيلة مادية لتطهير الطفيليات المعوية. 
غوريلا السهول الغربية
 s تأخذ 90٪ 
[
تحقق من المصدر
]
 من نظامهم الغذائي من ثمار 
 
هال ذكر
 '، أحد أقارب نبات 
الزنجبيل
، هذا هو 
مضاد الميكروبات
 قوية ويبدو أن يبقي 
داء الشيغيلات
 والإصابات مماثلة في الخليج
[
94
]
```

يركز البحث الحالي على احتمالية أن هذه النباتات تحمي الغوريلا من اعتلال عضلة القلب الليفي الذي له تأثير مدمر على الحيوانات الأسيرة.
تميل الحيوانات المريضة إلى التغذية على النباتات الغنية بالأيضات الثانوية، مثل التانينات والقلويات.
بما أن هذه المواد الكيميائية النباتية غالبا ما تكون لها خصائص مضادة للفيروسات، مضادة للجراثيم، مضادة للفطريات ومضادة للالتهاب، يمكن اعتبارها حالة مقبولة للتداوي الذاتي عند الحيوانات البرية.